# Ilaria Caprioglio
Ilaria Caprioglio (Varazze, 4 febbraio 1969) è una politica, ex modella e saggista italiana, sindaca di Savona dal 2016 al 2021.

## Biografia
Dal 1988 al 1993 è stata modella a livello internazionale, svolgendo l'attività a Los Angeles, Parigi, Monaco di Baviera e Milano e diventando protagonista anche di alcune campagne pubblicitarie.
Il padre, scomparso da tempo, è stato prima comandante dei vigili e poi dirigente del Comune di Varazze. 
Nel 1996 si laurea in Giurisprudenza all'Università degli Studi di Milano, con una tesi in istituzioni di diritto romano (Relatore Eva Cantarella) svolge il biennio di pratica forense e notarile e consegue la specializzazione come avvocato e mediatore civile professionista. 
Autrice di diversi libri fra cui Senza limiti. Generazioni in fuga dal tempo (Sironi editore) e Corpi senza peso. Storie di bambini e ragazzi con anoressia e del loro medico (Erickson edizioni), sostiene iniziative per sviluppare la cultura del rispetto e dell'inclusione. Socia fondatrice dell'associazione "Mi nutro di vita", ideatrice della Giornata Nazionale del Fiocchetto Lilla contro i disturbi del comportamento alimentare.
Al termine del mandato da sindaco ha proseguito a lavorare nel campo della sostenibilità come esperto di alta formazione per le pubbliche amministrazioni in qualità di membro della Consulta ASviS. Inoltre è stata coordinatore del Tavolo tecnico sulle dipendenze presso il Ministero della Salute e ha iniziato a collaborare con la Procura del CONI nel progetto di formazione Safeguarding Policy per atleti, tecnici, dirigenti. Scrive sui temi ESG per il mensile Wall Street Italia e nel 2022 torna a lavorare come silver model per The Fashion Model Management. Nel 2023 invece si lancia nel campo del turismo sostenibile con IDA (Italian Design Apartments) in onore di sua nonna Ida che aveva un'attività alberghiera nello stesso edificio che ora accoglie diverse case vacanza a Varazze. 
È sposata e madre di tre figli.

### Carriera politica
Alle elezioni amministrative del 2016 viene eletta sindaco di Savona, come candidata indipendente del centro-destra, sconfiggendo al ballottaggio del 19 giugno con 12.482 voti, pari al 52,85%, la candidata del centro-sinistra Cristina Battaglia. È la prima donna ad essere eletta sindaco di Savona ed il secondo sindaco di Savona non di centro-sinistra dell'intero dopoguerra (il primo fu Francesco Gervasio, in carica dal 1994 al 1998).
È stata sostenuta dalla Lega Nord, dalla lista "Vince Savona" (che federava al proprio interno Forza Italia, Fratelli d'Italia-AN e Nuovo Centrodestra) e dalla lista civica "Caprioglio Sindaco": le tre liste hanno ottenuto rispettivamente 9, 7 e 4 seggi. 
Nel 2021 decide di non ripresentarsi per un secondo mandato; le elezioni comunali vedranno il ritorno del centro-sinistra al governo della città, con la vittoria di Marco Russo, che supererà al ballottaggio il candidato del centro-destra Angelo Schirru.
Si candida poi alle elezioni regionali del 2024 nella lista "Vince Liguria" di Marco Bucci ma con 967 preferenze raccolte non è eletta.